# Naaroides albostigma
Naaroides albostigma là một loài bướm đêm trong họ Noctuidae.